# アイスクリームを奪え!
アイスクリームを奪え！（あいすくりーむをうばえ！ Operation:I.-S.C.R.E.A.M.）はカートゥーンネットワークで放映中の海外アニメKND ハチャメチャ大作戦のエピソードで、第2話Aパート。
米国では2002年12月6日に初出。日本初放送は2004年9月4日。
- 原作：Tom Warburton
- ストーリーボード：Matt Peters

## あらすじ
子供の前に止まってくれないアイスクリーム売りのトラックを襲うKND。カーチェイスの末に、大人が工場にアイスクリームを貯め込んでお子様入場お断りのアイスクリームパーティーを開こうとしているという情報を手に入れる。パスワードを聞き出して、さっそくKNDはアイスクリーム工場へと向かうが、それは通りの向こうのおすましキッズが仕組んだ罠だった。

## 詳細
近頃子供の前で止まってくれないアイスクリーム売りのトラックを調査するために、攻撃して乗り込むKND。アイスクリーム販売員たち相手に、派手なカーチェイスバトルを繰り広げる。戦いの末に相手を追い詰めてようやくアイスクリーム工場に入るための「frosty」というパスワードを入手したKNDだが、実は全て通りの向こうのおすましキッズの計画通りだった。
KNDモスキートに乗ってアイスクリーム工場に向かう途中、ナンバー1は最近トラックが子供たちのために止まらない理由について説明する。大人たちはアイスを沢山貯め込んで、お子様入場お断りのアイスクリームパーティーを計画していると言うのだ。驚いて大人への怒りを燃やすメンバーたちだったが、その中で唯一ナンバー3だけがパーティーが楽しみだとはしゃいでいた。
工場の前に到着したKNDモスキート。ナンバー1はすぐにナンバー3にパスワードを送信するように言うが、何回送ってもアクセスが拒否されてしまう。失敗が続いたため工場の警備システムが作動して、41種のフレーバーによる攻撃を浴びる。おかしいと感じたナンバー1がナンバー3が打ち込んでいる画面を見ると、そこにはパスワードではなく「i love parties」という文字が書かれていた。正しいパスワードを打ち込み直すとようやく攻撃が止まる。
工場に到着したKNDたちはアイスクリーム貯蔵タンクを探し出すと、ナンバー2に命令してKNDモスキートのパイプを突き刺して中身の吸引を開始する。作業は順調に進むが、警戒心の強いナンバー5は「ちょろすぎる」と違和感を覚える。
その予感は的中して、おすましキッズが彼らの前に現れる。全てはKNDをおびき寄せるための罠だったのだ。地響きと共に現われたアイスクリーム怪獣にKNDたちは次々倒されてしまい大ピンチに陥る。
リーダーのナンバー1もコーンで壁にはりつけにされて動けなくなっていた。おすましキッズはとどめを刺そうと彼を追いつめる。とその時、突如あちこちから吹き出した炎がアイスクリーム怪獣に襲いかかった。実はアイスクリーム工場の寒さに耐えられなかったナンバー3が、ひそかにボイラーのコントロールパネルのつまみを限界値までをいじったのだ。
アイスクリーム怪獣は熱に負けてみるみる溶けて、アイスクリームの大洪水が工場を破壊して外へとあふれ出す。やがてアイスクリーム売りのトラックが来なくてしょんぼりしていた子供たちのところにも大洪水がやってきて、KNDたちと一緒に流されていく。ナンバー3がアイスクリームパーティーだとはしゃぐと、他のメンバーたちも今度は一緒に盛り上がる。任務は無事成功したのだった。

## 主な登場人物
- ナンバー1
- ナンバー2
- ナンバー3
- ナンバー4
- ナンバー5
- 通りの向こうのおすましキッズ
- アイスクリーム販売員たち
- アイスクリーム怪獣

## 補足
チーム全員が活躍するエピソード。
なお今回登場したアイスクリーム販売会社の経営者がファーザーだということが、シーズン1最後のエピソード子どもに戻せ!で判明する。アイスクリーム販売員たちにおすましキッズが命令を下していたのも、おそらくそのためであろう。